# ويليام ه هانت
ويليام ه هانت (بالإنجليزية: William H. Hunt)‏ (و. 1823 – 1884 م) هو قاض، ومحام، ودبلوماسي من الولايات المتحدة الأمريكية ولد في تشارلستون، كارولاينا الجنوبية.
وهو عضو في الحزب الجمهوري .